# One Way (Amerikaanse band)
One Way was een Amerikaanse r&b- en funkband.

## Bezetting
- Al Hudson[1] (zang)
- Alicia Myers[2] (zang, tot 1981)
- Dave Roberson[3] (gitaar)
- Cortez Harris[4] (gitaar, tot 1988)
- Kevin McCord[5] (basgitaar, tot 1988)
- Gregory Greene[6] (drums, tot 1988)
- Jonathan Meadows[7] (keyboards)
- Candyce Edwards[8] (zang, vanaf 1981 tot 1988)
- Jeanette Mack[9] (zang)
- Lorrie Tice[10]
- Valdez Brantley[11]

## Geschiedenis
Al Hudson, Dave Roberson en Kevin McCord richtten midden jaren 1970 Al Hudson & the Soul Partners op. Andere leden waren Jack Hall, Jonathan Corky Meadows, Theodore Dudley, Gregory Greene en Cortez Harris. Ze namen diverse singles op voor Atco Records, voordat ze overgingen naar ABC Records en daar hun debuut maakten met de lp Especially for You (1977). In hetzelfde jaar namen ze hun tweede album Cherish op en in 1978 brachten ze hun derde album Spreading Love uit. Toen liep bij ABC Records een procedure om te worden overgenomen door MCA Records. Alicia Myers voegde zich bij de band. Ze brachten het album Happy Feet uit als Al Hudson & the Partners in 1979, dat de r&b-hit You Can Do It bevatte, geschreven door Myers. De single werd Alarmschijf, bereikte de 10e plaats in de Billboard Disco Action Top 80-hitlijst in juni 1979 en werd een top 15 hit in het Verenigd Koninkrijk.
Toen de band overging naar MCA Records, wijzigden ze vervolgens de bandnaam in One Way featuring Al Hudson. Hun volgende album werd simpelweg One Way Featuring Al Hudson genoemd en werd uitgebracht in 1979. Het album bevatte de lange 12" versie van You Can Do It. Hun album uit 1980 werd ook verwarrend One Way Featuring Al Hudson genoemd. In 1981 werd de band gewoon One Way genoemd. In 1981 verliet Alicia Myers de band om een solocarrière na te streven. Ze werd vervangen door Candyce Edwards, die zich over de band ontfermde van 1981 tot 1985. Het album Fancy Dancer was Edwards debuut en ze bleef bij de band tijdens hun grootste successen.
Ze bleven bij MCA Records van 1979 tot 1988. Ze scoorden vijf r&b top 10-hits, waaronder hun grootste hit Cutie Pie (#4, 1982). Ze hadden twee verdere bescheiden hits met Music (1979) en Let's Talk (1985). In 1988 gingen ze naar Capitol Records, waar ze later in hetzelfde jaar hun laatste album A New Beginning uitbrachten. Vanaf dan bleven alleen Hudson, Roberson en Meadows over van de oorspronkelijke bezetting.

## Discografie

### Singles
Al Hudson & The Soul Partners
- 1976:	I Got A Notion
- 1977:	Why Must We Say Goodbye
- 1977: If You Feel Like Dancin'
- 1978:	Spread Love
- 1978: How Do You Do
- 1979:	You Can Do It (Al Hudson & The Partners)

One Way
- 1980:	Music
- 1980: Do Your Thang
- 1980: Pop It
- 1980: Something In The Past
- 1981:	My Lady
- 1981: Push
- 1981: Pull Fancy Dancer Pull - Part 1
- 1982:	Who's Foolin' Who
- 1982: Cutie Pie
- 1982: Runnin' Away
- 1982: Wild Night
- 1983:	Can I
- 1983: Shine On Me
- 1983: Let's Get Together
- 1984:	Lady You Are
- 1984: Mr. Groove
- 1984: Don't Stop
- 1985:	Serving It
- 1985: Let's Talk
- 1985: More Than Friends, Less Than Lovers
- 1986:	Don't Think About It
- 1987:	You Better Quit
- 1987: Whammy
- 1988:	Driving Me Crazy

### Albums
Al Hudson And The Soul Partners
- 1976: Especially For You
- 1977: Cherish
- 1978: Spreading Love

Al Hudson And The Partners
- 1979: Happy Feet

One Way Featuring Al Hudson
- 1979: One Way Featuring Al Hudson (eerste album)
- 1980: One Way Featuring Al Hudson (tweede (ander) album)

One Way
- 1981: Love Is...One Way
- 1981: Fancy Dancer
- 1982: Who's Foolin' Who
- 1982: Wild Night
- 1983: Shine On Me
- 1984: Lady
- 1985: Wrap Your Body
- 1986: IX
- 1988: A New Beginning

### Compilatie-albums
- 1993: Cutie Pie
- 1995: Push
- 1996: The Best Of One Way: Featuring Al Hudson en Alicia Myers
- 2005: 20th Century Masters: Millennium Collection